# Grand Prix-wegrace der Naties 1968
De Grand Prix-wegrace der Naties 1968 was de tiende en voor bijna alle klassen laatste Grand Prix van wereldkampioenschap wegrace voor motorfietsen in het seizoen 1968. De races werden verreden op 15 september 1968 op het Autodromo Nazionale di Monza nabij Monza in de Italiaanse regio Lombardije. De 50cc-klasse en de zijspanklasse kwamen niet aan de start. De wereldtitel in de 250cc-klasse werd hier beslist. De overige wereldtitels in de soloklassen waren al eerder beslist.

## Algemeen
De Grand Prix des Nations trok weinig publiek als gevolg van het zeer slechte weer. Dat resulteerde in veel valpartijen, zowel in de trainingen als tijdens de races. De geplande race in de zijspanklasse was "op last van de overheid" afgelast. De titelstrijd in de 250cc-klasse eindigde spectaculair omdat Phil Read en Bill Ivy precies gelijk eindigden, met evenveel punten, evenveel overwinningen en evenveel tweede plaatsen. De totaaltijd van de races waarin ze allebei gefinisht waren bracht uitkomst. De uitkomst van deze race was essentieel omdat kort tevoren bekend was geworden dat de Grand Prix van Japan niet zou doorgaan. Het natte circuit was nog een extra glad door de rubber en olie die waren achtergelaten na de Formule 1-Grand Prix een week eerder.

## 500cc-klasse
Graaf Domenico Agusta bood Mike Hailwood zijn racers aan voor de 350- en de 500cc-race. Kort voor de zaterdagtraining kwam Agusta aan Hailwood melden dat hij Giacomo Agostini wel beide races moest laten winnen. Dat zinde Hailwood niet en hij stapte onmiddellijk naar Benelli, dat hem een maand eerder al haar machines had aangeboden. Hij kreeg direct de verbeterde Benelli 500 4C waarmee hij meteen tijden reed die niet ver van die van Agostini af lagen. In de race was Hailwoods dreiging echter snel voorbij. Hij kon een ronde lang dicht bij Agostini blijven, maar in de tweede ronde gleed hij weg en omdat Agostini al te ver weg was gaf hij de race op. De eer van Benelli moest verdedigd worden door Renzo Pasolini, die dat niet eens slecht deed. Hij bracht zijn overslaande motor als tweede over de streep met slechts 35 seconden achterstand. Angelo Bergamonti werd met de tweecilinder Paton derde. Peter Williams lag lang vierde, maar moest tot twee keer toe naar de pit om zijn losgetrilde tank vast te laten zetten. Hij eindigde als negende.
| Pos | Coureur               | Merk            | Tijd      | Punten |
| --- | --------------------- | --------------- | --------- | ------ |
| 1   | Giacomo Agostini      | MV Agusta       | 1:07"44'6 | 8      |
| 2   | Renzo Pasolini        | Benelli         | +34'6     | 6      |
| 3   | Angelo Bergamonti     | Hannah-Paton    | +2 ronden | 4      |
| 4   | Alberto Pagani        | LinTo           | +4 ronden | 3      |
| 5   | Silvano Bertarelli    | Paton           | +4 ronden | 2      |
| 6   | Kel Carruthers        | Norton          | +4 ronden | 1      |
| 7   | Rodney Gould          | Norton          | +4 ronden |        |
| 8   | John Dodds            | Norton          | +4 ronden |        |
| 9   | Peter Williams        | Arter-Matchless | +5 ronden |        |
| 10  | Ron Chandler          | Seeley          | +5 ronden |        |
| 11  | Walter Scheimann      | Norton          | +5 ronden |        |
| 12  | Paolo Campanelli      | Matchless       | +6 ronden |        |
| 13  | Gianfranco Domeniconi | Norton          | +6 ronden |        |
| 14  | Paul Eickelberg       | Norton          | +7 ronden |        |

| Coureur            | Merk               | Oorzaak |
| ------------------ | ------------------ | ------- |
| Jack Findlay       | McIntyre-Matchless |         |
| Gyula Marsovszky   | Matchless          |         |
| Bohumil Staša      | ČZ                 |         |
| Bill Smith         | Paton              |         |
| Billie Nelson      | Hannah-Paton       |         |
| Dan Shorey         | Norton             |         |
| Derek Woodman      | Seeley-Matchless   |         |
| Godfrey Nash       | Norton             |         |
| Mike Hailwood      | Benelli            | Val     |
| Rex Butcher        | Norton             |         |
| Benedetto Zambotti | Bianchi            |         |
| Emanuele Maugliani | Norton             |         |
| Franco Trabalzini  | Norton             |         |
| Gilberto Milani    | LinTo              |         |
| Giovanni Perrone   | Matchless          |         |
| Vasco Loro         | Norton             |         |

| Coureur             | Merk                     | Oorzaak   |
| ------------------- | ------------------------ | --------- |
| Barry Randle        | Petty-Norton             |           |
| Bernie Lund         | Matchless                |           |
| Brian Ball          | Seeley                   |           |
| John Cooper         | Seeley-Matchless         |           |
| John Hartle (†)     | Cowles-Métisse-Matchless | Overleden |
| Percy Tait          | Triumph                  |           |
| Rob Fitton          | Norton                   |           |
| Nikolaj Sevast'ânov | Vostok                   |           |

### Top tien eindstand 500cc-klasse
| Pos | Coureur           | Merk               | Ptn     |
| --- | ----------------- | ------------------ | ------- |
| 1   | Giacomo Agostini  | MV Agusta          | 48 (80) |
| 2   | Jack Findlay      | McIntyre-Matchless | 34 (36) |
| 3   | Gyula Marsovszky  | Matchless          | 10      |
| 4   | Rob Fitton        | Norton             | 9       |
| 4   | Alberto Pagani    | Linto              | 9       |
| 6   | Peter Williams    | Arter-Matchless    | 9       |
| 7   | Derek Woodman     | Seeley-Matchless   | 8       |
| 8   | John Cooper       | Seeley-Matchless   | 8       |
| 9   | Dan Shorey        | Norton             | 7       |
| 10  | Angelo Bergamonti | Hannah-Paton       | 7       |

## 350cc-klasse
In Monza was de 350cc-race al net zo saai als de eerder gereden 500cc-wedstrijd. Giacomo Agostini werd slechts heel even bedreigd door de Benelli 350 4C van Renzo Pasolini, die echter in de derde ronde viel. Paso kon nog wel verder rijden, maar werd net als in de 500cc-race tweede. De derde plaats was voor Pasolini's teamgenoot Silvio Grassetti die last had van een overslaande motor. Jack Finlay had zijn Aermacchi ingeruild voor een bijna twee keer zo sterke Yamaha TR 1, maar hij viel uit door een val. Dat overkwam ook Kel Carruthers, die een fabrieks-Aermacchi Ala d'Oro 350 had gekregen.
| Pos | Coureur            | Merk              | Tijd      | Punten |
| --- | ------------------ | ----------------- | --------- | ------ |
| 1   | Giacomo Agostini   | MV Agusta         | 54"26'2   | 8      |
| 2   | Renzo Pasolini     | Benelli           | +47'9     | 6      |
| 3   | Silvio Grassetti   | Benelli           | +1 ronde  | 4      |
| 4   | Bohumil Staša      | ČZ                | +2 ronden | 3      |
| 5   | Bruno Spaggiari    | Ducati            | +2 ronden | 2      |
| 6   | František Šťastný  | Jawa              | +3 ronden | 1      |
| 7   | Peter Williams     | AJS               | +3 ronden |        |
| 8   | Brian Steenson     | Aermacchi         | +3 ronden |        |
| 9   | Rex Butcher        | Kawasaki          | +3 ronden |        |
| 10  | P. Lentini         | Aermacchi         | +3 ronden |        |
| 11  | Dieter Braun       | Aermacchi         | +4 ronden |        |
| 12  | Derek Woodman      | Métisse-Aermacchi | +5 ronden |        |
| 13  | Roberto Patrignani | Aermacchi         | +5 ronden |        |

| Coureur           | Merk         | Oorzaak    |
| ----------------- | ------------ | ---------- |
| Kel Carruthers    | Aermacchi    | Val        |
| Angelo Bergamonti | Hannah-Paton | Ontsteking |
| Ginger Molloy     | Bultaco      | Val        |

| Coureur         | Merk      |
| --------------- | --------- |
| Jack Findlay    | Yamaha    |
| Heinz Rosner    | MZ        |
| Karl Hoppe      | AJS       |
| Bill Smith      | Honda     |
| Billie Nelson   | Norton    |
| Dan Shorey      | Norton    |
| Dave Simmonds   | Kawasaki  |
| John Cooper     | Seeley    |
| Gilberto Milani | Aermacchi |

### Top tien eindstand 350cc-klasse
| Pos | Coureur           | Merk                                              | Ptn     |
| --- | ----------------- | ------------------------------------------------- | ------- |
| 1   | Giacomo Agostini  | MV Agusta                                         | 32 (56) |
| 2   | Renzo Pasolini    | Benelli                                           | 18      |
| 3   | Kel Carruthers    | Drixton-Aermacchi / Métisse-Aermacchi / Aermacchi | 17      |
| 4   | Heinz Rosner      | MZ                                                | 12      |
| 5   | Ginger Molloy     | Bultaco                                           | 12      |
| 6   | Derek Woodman     | Métisse-Aermacchi                                 | 9       |
| 7   | František Šťastný | Jawa                                              | 8       |
| 8   | Bohumil Staša     | ČZ                                                | 7       |
| 9   | Bill Smith        | Honda                                             | 4       |
| 9   | Gilberto Milani   | Aermacchi                                         | 4       |
| 9   | Brian Steenson    | Aermacchi                                         | 4       |
| 9   | Silvio Grassetti  | Benelli                                           | 4       |

## 250cc-klasse
Al vóór de race in Monza werd wel officieel bekendgemaakt dat Japan niet door zou gaan. Phil Read won in Monza en Bill Ivy werd tweede. Daardoor stonden ze in punten gelijk op de eerste plaats van het kampioenschap. Ze hadden allebei ook vijf overwinningen en de stand moest worden bepaald door de racetijden van de wedstrijden waarin ze allebei gefinisht waren bij elkaar op te tellen. Dat waren de wedstrijden in Assen, de Sachsenring, Brno, en Monza. Ivy had die gereden in een totaaltijd van 3 uur, 17 minuten en 29,2 seconden, Read in 3 uur, 15 minuten en 22,9 seconden. Ivy kwam 2 minuten en 5,3 seconden te kort voor de wereldtitel. Net als Giacomo Agostini was Phil Read nu ook tweevoudig wereldkampioen in 1968. Yamaha was daar echter niet van gediend: Read had teamorders aan zijn laars gelapt door de titel van Ivy af te snoepen. Hij zou nooit meer steun krijgen van Yamaha.

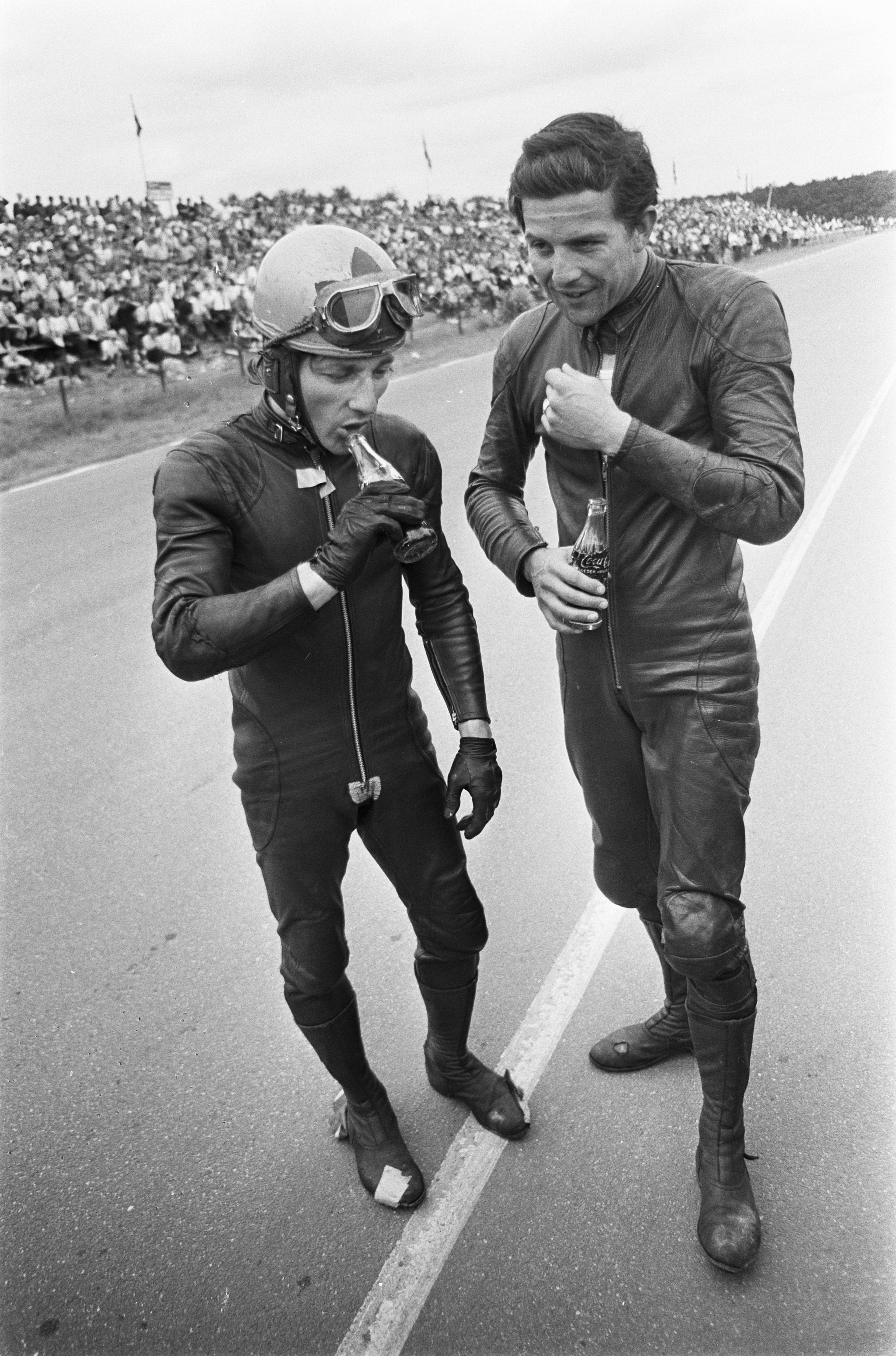
In Assen was alles nog koek en ei tussen Bill Ivy en Phil Read, maar Read "stal" Ivy's 250cc-titel terwijl Ivy hem wel geholpen had om 125cc-kampioen te worden.

| Pos | Coureur          | Merk      | Tijd      | Punten |
| --- | ---------------- | --------- | --------- | ------ |
| 1   | Phil Read        | Yamaha    | 42"35'4   | 8      |
| 2   | Bill Ivy         | Yamaha    | +1"51'0   | 6      |
| 3   | Santiago Herrero | Ossa      | +1 ronde  | 4      |
| 4   | Gordon Keith     | Yamaha    | +1 ronde  | 3      |
| 5   | Jack Findlay     | Yamaha    | +2 ronden | 2      |
| 6   | Rex Butcher      | Suzuki    | +2 ronden | 1      |
| 7   | Heinz Rosner     | MZ        | +2 ronden |        |
| 8   | Ginger Molloy    | Bultaco   | +2 ronden |        |
| 9   | Lothar John      | Suzuki    | +3 ronden |        |
| 10  | Luciano Spinello | Bultaco   | +3 ronden |        |
| 11  | Walter Villa     | Montesa   | +4 ronden |        |
| 12  | László Szabó     | MZ        | +4 ronden |        |
| 13  | Paul Eickelberg  | Aermacchi | +4 ronden |        |
| 14  | Bill Smith       | Yamaha    | +4 ronden |        |

| Coureur          | Merk           |
| ---------------- | -------------- |
| Jack Findlay     | Aermacchi      |
| Kel Carruthers   | Aermacchi      |
| Frank Perris     | Suzuki         |
| Gyula Marsovszky | Bultaco        |
| Carlos Giró      | Ossa           |
| Carlos Rocamora  | Bultaco        |
| Brian Steenson   | Aermacchi      |
| Malcolm Uphill   | Suzuki         |
| Rodney Gould     | Bultaco-Yamaha |
| Gilberto Milani  | Aermacchi      |
| Renzo Pasolini   | Benelli        |
| Kent Andersson   | Yamaha         |

### Top tien eindstand 250cc-klasse
| Pos | Coureur          | Merk           | Ptn     |
| --- | ---------------- | -------------- | ------- |
| 1   | Phil Read        | Yamaha         | 46 (52) |
| 2   | Bill Ivy         | Yamaha         | 46 (52) |
| 3   | Heinz Rosner     | MZ             | 32 (39) |
| 4   | Rodney Gould     | Bultaco-Yamaha | 21 (25) |
| 5   | Ginger Molloy    | Bultaco        | 19      |
| 6   | Renzo Pasolini   | Benelli        | 10      |
| 7   | Santiago Herrero | Ossa           | 8       |
| 8   | Kent Andersson   | Yamaha         | 6       |
| 9   | Malcolm Uphill   | Suzuki         | 5       |
| 9   | László Szabó     | MZ             | 5       |

## 125cc-klasse
In Monza ging Phil Read lang aan de leiding met Bill Ivy aan zijn achterwiel, tot Read een strobaal raakte en viel. Zijn viercilinder liep daarna soms op één, soms op twee cilinders en de laatste 200 meter moest Read zelfs duwen, maar hij werd toch nog tweede vóór Hans Georg Anscheidt met de Suzuki.
| Pos | Coureur              | Merk          | Tijd      | Punten |
| --- | -------------------- | ------------- | --------- | ------ |
| 1   | Bill Ivy             | Yamaha        | 36"23'3   | 8      |
| 2   | Phil Read            | Yamaha        | +6"18'5   | 6      |
| 3   | Hans Georg Anscheidt | Suzuki        | +1 ronde  | 4      |
| 4   | Dave Simmonds        | Kawasaki      | +1 ronde  | 3      |
| 5   | László Szabó         | MZ            | +1 ronde  | 2      |
| 6   | Dieter Braun         | Neckermann-MZ | +1 ronde  | 1      |
| 7   | Francesco Villa      | Villa         | +1 ronde  |        |
| 8   | Lothar John          | Neckermann-MZ | +2 ronden |        |
| 9   | János Reisz          | MZ            | +2 ronden |        |
| 10  | Ginger Molloy        | Bultaco       | +2 ronden |        |
| 11  | Salvador Cañellas    | Bultaco       | +2 ronden |        |
| 12  | Kel Carruthers       | Honda         | +2 ronden |        |
| 13  | Kent Andersson       | MZ            | +2 ronden |        |
| 14  | Alberto Pagani       | Aermacchi     | +2 ronden |        |
| 15  | Walter Scheimann     | Honda         |           |        |

| Coureur      | Merk | Oorzaak |
| ------------ | ---- | ------- |
| Heinz Rosner | MZ   |         |

| Coureur             | Merk          |
| ------------------- | ------------- |
| Friedhelm Kohlar    | MZ            |
| Günter Bartusch     | MZ            |
| Hartmut Bischoff    | MZ            |
| Jürgen Lenk         | MZ            |
| Thomas Heuschkel    | MZ            |
| Siegfried Möhringer | Neckermann-MZ |
| Pedro Álvarez       | Bultaco       |
| Steve Murray        | Honda         |
| Tommy Robb          | Bultaco       |
| Giuseppe Visenzi    | Montesa       |
| Jan Huberts         | MZ            |
| Gordon Keith        | Montesa       |

### Top tien eindstand 125cc-klasse
| Pos | Coureur              | Merk          | Ptn     |
| --- | -------------------- | ------------- | ------- |
| 1   | Phil Read            | Yamaha        | 40 (60) |
| 2   | Bill Ivy             | Yamaha        | 34      |
| 3   | Ginger Molloy        | Bultaco       | 15      |
| 4   | Heinz Rosner         | MZ            | 12      |
| 5   | Salvador Cañellas    | Bultaco       | 11      |
| 6   | László Szabó         | MZ            | 11      |
| 7   | Dieter Braun         | Neckermann-MZ | 11      |
| 8   | Hans Georg Anscheidt | Suzuki        | 10      |
| 9   | Günter Bartusch      | MZ            | 8       |
| 10  | Kel Carruthers       | Honda         | 6       |

1922 · 1923 · 1924 · 1925 · 1926 · 1927 · 1928 · 1929 · 1930 · 1931 · 1932 · 1933 · 1934 · 1935 · 1936 · 1937 · 1938 · 1939 · 1947 · 1948 · 1949 · 1950 · 1951 · 1952 · 1953 · 1954 · 1955 · 1956 · 1957 · 1958 · 1959 · 1960 · 1961 · 1962 · 1963 · 1964 · 1965 · 1966 · 1967 · 1968 · 1969 · 1970 · 1971 · 1972 · 1973 · 1974 · 1975 · 1976 · 1977 · 1978 · 1979 · 1980 · 1981 · 1982 · 1983 · 1984 · 1985 · 1986 · 1987 · 1988 · 1989 · 1990